# Étienne Fériol
Étienne Ferriol ou Fériol ou Estebe Ferreol, seigneur de Tonneins-Dessous et de Gontaud dans l'Agenais est un noble gascon vivant au début du XIVe siècle. Il est en même temps lieutenant du duché d'Aquitaine et sénéchal de Gascogne pour le roi d'Angleterre de 1312 à 1313.

## Biographie
Étienne Fériol est l'héritier de Guillaume Fériol, mort entre 1301 et 1312 et qui lui-même a succédé à un autre Étienne, sénéchal de Périgord, Limousin et Quercy  partir de 1272 ou 1276.
Il est nommé lieutenant du duché d'Aquitaine et sénéchal pour toute la Gascogne le 28 octobre 1312. La charge lui est retirée l'année suivante.
Étienne a au moins un fils, prénommé également Étienne, qui épouse en 1327 Dauphine, fille de Gaston de Gontaud et qui suit le parti français.
Il meurt après 1322.